# Бронебойный снаряд с бронебойным наконечником

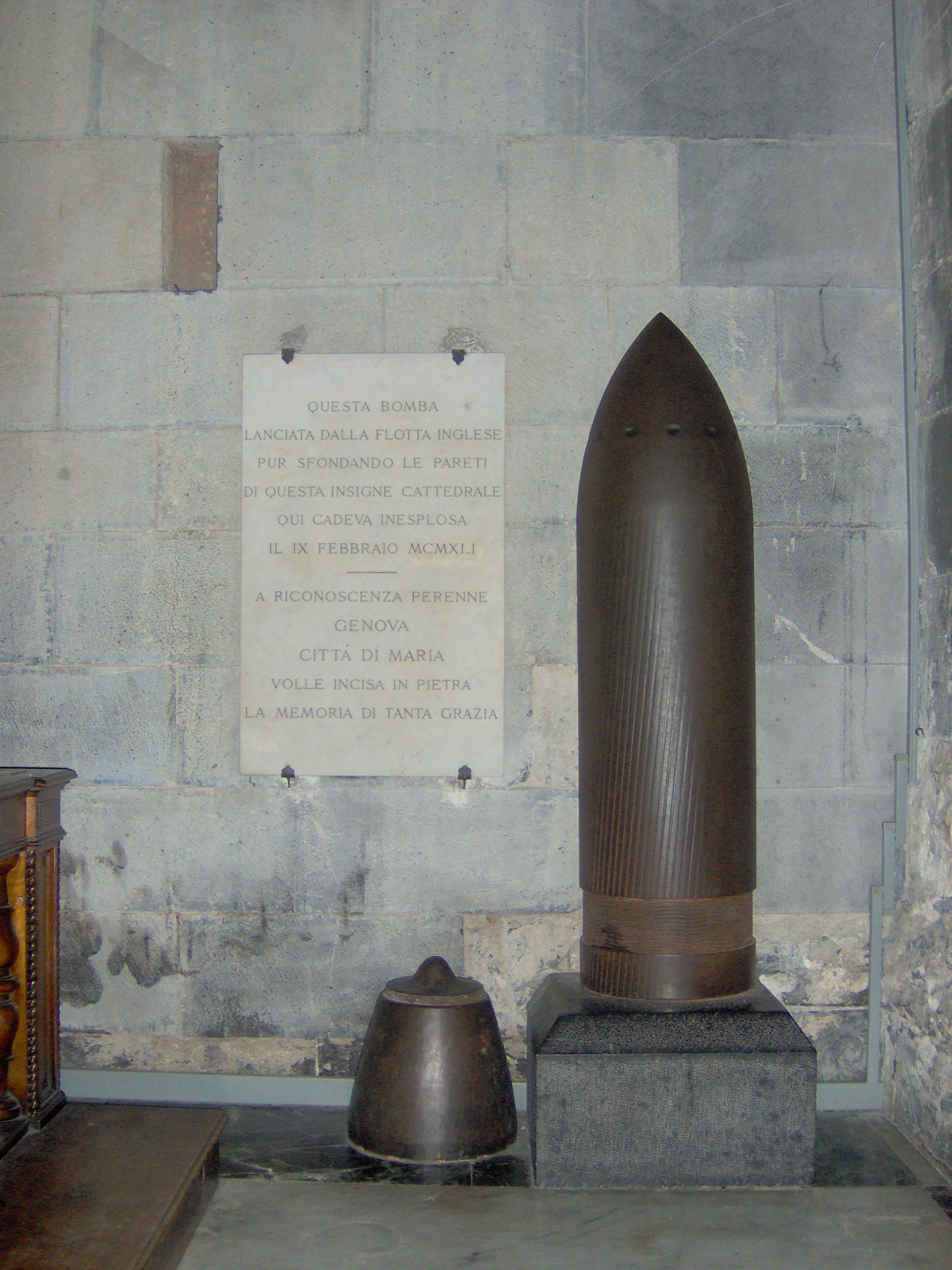
Неразорвавшийся британский военно-морской 15-дюймовый снаряд, сброшенный в 1941 году в Генуе (бронебойный наконечник слева, баллистический отсутствует)

Бронебо́йный снаря́д с бронебо́йным наконе́чником является одним из видов бронебойных снарядов.

## История
В 1893 году на головку снарядов впервые стали насаживать колпачки из мягкой стали. Автором этого изобретения стал русский вице-адмирал Степан Осипович Макаров. Поэтому такие наконечники нередко называли «макаровские колпачки». Эти колпачки представляли собой наконечник из мягкой нелегированной стали, которая сплющивалась при ударе, одновременно заставляя твёрдый верхний слой брони трескаться, что в свою очередь ослабляло её. Вслед за этим твёрдая основная часть бронебойного снаряда легко пробивала нижние слои брони — значительно менее твёрдые. Бронебойные наконечники, как правило, повышали бронепробиваемость снаряда при прочих равных на 10-16 %, но при этом несколько ухудшалась кучность. Шестидюймовые снаряды с такими наконечниками пробивали 254 мм броню (в упор). Внедрение этих снарядов в практику русского флота произошло намного позже, что было связано с решением сложной технологической задачи — крепления колпачка на снаряде.

## Разработки
Сам бронебойный снаряд предназначался для борьбы с бронетехникой противника, выводя её из строя и уничтожая экипаж. Однако, броня на технике становилась всё лучше, увеличивалась толщина, в передней части появился наклон, новая конструкция топливного бака, и обычный бронебойный снаряд был неэффективным. Изначально реакцией на улучшение брони стало увеличение скорости снаряда. Тогда же было установлено, что стальной дроби, как правило, чтобы разрушить броню, необходима скорость около 823 м/с. Так был разработан бронебойный снаряд с бронебойным наконечником. Наконечник распределял энергию по бокам снаряда, уменьшая тем самым его разрушение. Единственным минусом было то, что структура наконечника на снаряде уменьшала аэродинамическую эффективность, что сказывалось на точности и дальности удара. Позже эту проблему решили установкой обтекаемого баллистического колпачка, позволявшего увеличить точность и степень проникновения, а также уменьшить в полете потерю скорости.
В начале Второй мировой войны такие снаряды, выпускаемые из высокоскоростных пушек, имели достаточную бронебойность с близкого расстояния (порядка 100 м). При увеличении расстояния (500—1000 м) из-за плохой баллистической формы и высокого сопротивления бронебойность падала. Позже, с близкого расстояния (100 м) снаряды крупнокалиберных высокоскоростных пушек (75-128 мм) смогли пробить гораздо большую толщину брони. Испытания на британских пушках QF 17 pounder, стрелявших по захваченным немецким Пантерам, показало, что бронебойные снаряды с наконечниками были более точными, чем снаряды с отделяющимся поддоном.